# Sunny Cry (EP)
Sunny Cry je tretji oz. zadnji EP skupine Kameleoni. EP je bil izdan leta 1968 pri založbi Jugoton iz Zagreba in vsebuje glasbo za film Sončni krik Boštjana Hladnika. Skupina je album posnela v nekoliko spremenjeni zasedbi. Kameleone sta zapustila Danilo Kocjančič in Marjan Malikovič, prišel pa je Goran Tavčar, ki je tudi avtor vseh štirih skladb z albuma. Besedila so delo Vanje Valiča.

## Seznam skladb
Vse pesmi je napisal Goran Tavčar. Vsa besedila je napisal Vanja Valič.
| A stran | A stran                      | A stran |
| Št.     | Naslov                       | Dolžina |
| ------- | ---------------------------- | ------- |
| 1.      | „I'm Gonna Tell You (I Deo)‟ | 6:22    |

| B stran | B stran                       | B stran |
| Št.     | Naslov                        | Dolžina |
| ------- | ----------------------------- | ------- |
| 1.      | „I'm Gonna Tell You (II Deo)‟ | 1:02    |
| 2.      | „Sunny Cry‟                   | 2:47    |
| 3.      | „Captain‟                     | 2:36    |

## Zasedba
- Goran Tavčar – kitara
- Tulio Furlanič – bobni, vokal
- Jadran Ogrin – bas, vokal
- Vanja Valič – klaviature, vokal